# En dansk kust, motiv från Kitnæs vid Roskildefjorden
En dansk kust, motiv från Kitnæs vid Roskildefjorden (danska: En dansk kyst. Motiv fra Kitnæs ved Roskilde Fjord) är en oljemålning från 1843 av den danske konstnären Johan Thomas Lundbye. Målningen tillhör Statens Museum for Kunst i Köpenhamn sedan 1843. 
Motivet är ett landskap från Kitnæs (idag Kignæs) nära Frederikssund vid Roskildefjorden. Det är en idelaiserad bild då Lundbye överdrev  proportionerna; det själländska kustlandskapet saknar dyllika bergsliknande formationer. Samtidigt bidrar Lundbyes detaljskärpa i skildringen av geologin och erosionen av klinten till en känsla av autenticitet.